# Hazelwood
Hazelwood é uma cidade localizada no estado americano do Missouri, no Condado de St. Louis.

## Demografia
Segundo o censo americano de 2000, a sua população era de 26.206 habitantes.
Em 2006, foi estimada uma população de 25.523, um decréscimo de 683 (-2.6%).

## Geografia
De acordo com o United States Census Bureau tem uma área de 43,5 km², dos quais 41,1 km² cobertos por terra e 2,4 km² cobertos por água.

## Localidades na vizinhança
O diagrama seguinte representa as localidades num raio de 8 km ao redor de Hazelwood.